# Simon Gerrans
Simon Gerrans (Melbourne, 16 de maio de 1980) é um ciclista de estrada profissional australiano, que se tornou conhecido por participar da UCI ProTour e da OGE. Ainda, venceu o evento Campeonato da Austrália de Ciclismo em Pista de 2012 e 2014.

## Resultados
| Ano  | Milão-Sanremo | Volta à Flandres | Paris-Roubaix | Liège-Bastogne-Liège | Giro di Lombardia |
| ---- | ------------- | ---------------- | ------------- | -------------------- | ----------------- |
| 2005 |               | 92°              |               |                      |                   |
| 2007 |               |                  |               |                      |                   |
| 2008 | 147°          |                  |               | 54°                  |                   |
| 2009 |               |                  |               | 6°                   |                   |
| 2010 |               |                  |               | 11°                  |                   |
| 2011 |               |                  |               | 12°                  |                   |
| 2012 | 1°            |                  |               | 19°                  |                   |
| 2013 | 68°           |                  |               | 10°                  |                   |